# Желько Любенович
Желько Любенович (серб. Жељко Љубеновић, нар. 9 липня 1981, Белград) — сербський футбольний тренер. У минулому — футболіст, півзахисник. Відомий своїми виступами за українські футбольні клуби «Кривбас», «Таврія», «Олександрія» та «Зоря».

## Біографія
Виступав за белградські молодіжні команди «Партизан» та ОФК. Професійну кар'єру розпочав в ОФК. Після цього грав за «Младост» (Лукичево) та «Младеновац». Він був одним з найкращих гравців в Першої ліги Сербії і мав пропозиції з клубів «Вождовац», «Смедерево», «Чукарички» і також з клубів Південної Кореї і Гонконгу. Але перейшов в «Пролетер» з Зренянина і став основним гравцем команди за тренера Жарко Солдо. В 2005 році виступав за «Хайдук» з Кули.
Взимку 2006 року перейшов в криворізький «Кривбас», підписавши трирічний контракт. У чемпіонаті України дебютував 12 березня 2006 року в матчі проти київського «Арсеналу» (1:2). За підсумками сезону 2005/06 «Кривбас» посів 14 місце з 16 клубів Вищої ліги і по ходу сезону мав фінансові проблеми.

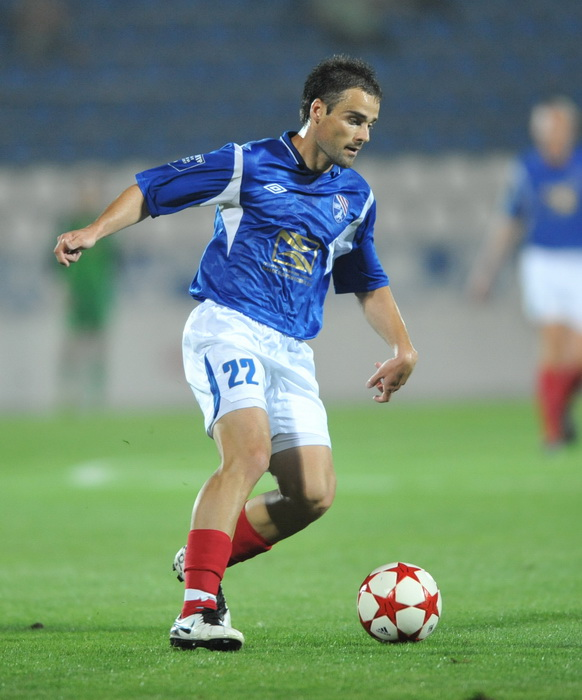
Желько Любенович під час виступів за «Таврію». 16 серпня 2009 року.

У липні 2006 року підписав контракт з сімферопольською «Таврією». В команді у Вищій лізі дебютував 5 листопада 2006 року у виїзному матчі проти луганської «Зорі» (1:0), Любенович вийшов на 61 хвилині замість В'ячеслава Вишневського. У сезоні 2006/07 «Таврія» дійшла до півфіналу Кубка України, де програла донецькому «Шахтарю». Після відходу бразильця Едмара з «Таврії», Желько став одним з найкращих півзахисників і взяв на себе лідерські функції в команді, а також часто виконував штрафні удари.
У червні 2008 року, слідом за Марко Девичем, виявив бажання грати за національну збірну України, втім, на відміну від Марко, так і не був натуралізований.
Влітку 2008 року разом з «Таврією» взяв участь у Кубку Інтертото. Перший гостьовий матч проти молдовського «Тирасполя» закінчився нічиєю (0:0). У другому матчі на стадіоні «Локомотив» «Таврія» здобула перемогу (3:1), Любенович забив перший гол на 10 хвилині у ворота Сергія Журика. У наступному раунді «Таврія» за підсумками двох матчів поступилася французькому «Ренну». Причому в двобої кримчани поступилися лише в серії пенальті — 9:10. У травні 2009 року продовжив контракт з «Таврією» на 2 роки. Любенович став найкращим гравцем «Таврії» першої половини сезону 2009/10 за підсумками голосування офіційного сайту клубу.
У зимове міжсезоння 2011/12, через конфлікт з тренером Желько був змушений піти з «Таврії» в «Олександрію», з якою підписав контракт на три місяці з можливістю продовження на два роки. Однак після вильоту «Олександрії» з Прем'єр-ліги Любенович став вільним агентом. А незабаром підписав контракт з луганською «Зорею» на 2 роки. За новий клуб дебютував у матчі 1 туру чемпіонату України 2012/13 проти запорізького «Металурга». Матч закінчився з рахунком 2:0 на користь луганців. Загалом Желько провів у клубі 6 сезонів, зігравши за клуб 164 гри, з них 137 — в чемпіонаті, 12 — в Кубку і 15 ігор в Лізі Європи. У травні 2018 року Желько Любенович завершив футбольну кар'єру.
Загалом за час виступів в Україні Любенович провів 303 матч в чемпіонаті України, 1 гру в Суперкубку країни, 32 матчі були зіграні футболістом в Кубку України, 4 матчі в Кубку Інтертото і 17 ігор в Лізі Європи.

## Тренерська кар'єра
По завершенні ігрової кар'єри Любенович залишився у «Зорі» і став працювати в селекційному відділі, де займався відстеженням футбольного ринку балканських країн, а у першій половині 2020 року був асистентом тренера у складі юнацької команди U-19, яку покинув влітку того ж року. Надалі працював на батьківщині асистентом у клубах «Железничар» (Панчево) та «Раднички» (Белград).
18 листопада 2023 року Любенович повернувся в українську Прем'єр-лігу, очоливши закарпатський «Минай», що посідав останнє місце у чемпіонаті без жодної перемоги у активі.

## Досягнення
- Володар Кубку України: 2009/10
- Фіналіст Кубка України: 2015/16
- Бронзовий призер чемпіонату України: 2016/17
- Члени Клубу Олександра Чижевського: 303 матчі в Прем'єр-лізі
- Кандидат у члени бомбардирского Клубу Максима Шацьких: 48 голів

## Особисте життя
Одружений, дружину звуть Бояна, вони разом виховують дочку і жили в Сімферополі. У 2012 році, після переходу в «Зорю», переїхав з родиною в Луганськ.